# Theis Gall
Theis Gall (født 29. december 1984) er en tidligere dansk professionel målmand i fodbold.

## Spillerkarriere
I sin ungdomstid spillede Gall i periode på en række af Fremad Amagers ungdomshold. I starten af sin ungseniorkarriere repræsenterede Gall henholdsvis Dragør Boldklub og Farum Boldklub i de lavererangerende serier. Efterfølgende vendte han tilbage til Amager og lavede en aftale med Danmarksserieklubben AB 70. Det blev til syv optrædener (ingen scoringer) for vestamagerkanerne og han var med på klubbens hold, der med en samlet 5. plads (grundet en opdeling af 2. division i en øst- og vest-pulje for den kommende sæson) i 2004/05-sæsonen for første gang i klubbens historie spillede sig op i Danmarksturneringens tredjebedste række.
Eftersom Gall ikke kunne tilspille sig en fast plads hos AB 70, blev han i sommerpausen 2005 af en træner i Fremad Amager anbefalet at forsøge sig til prøvetræning hos Fremad Amager, hvilket udviklede sig til en amatørkontrakt. Gall valgte at fortsætte spillerkarrieren hos 1. divisionsklubben og lokalrivalerne Fremad Amager, hvor han i første omgang blev hentet til som andetvalg på posten (efter førstevalget Kim Drejs). Efter debuten på førsteholdet den 11. september 2005 på hjemmebane mod Vejle Boldklub spillede Gall sig dog hurtigt ind som førstevalg på målmandsposten i konkurrence med nytilkomne Henrik Bødker og det blev samlet til 22 kampe (ingen scoringer) i hele 2005/06-sæsonen, hvor holdet endte på en samlet 5. plads i 1. division. I efteråret 2005 optrådte han med status som amatør, men fik efter en række gode præstationer i hans syv kampe hurtigt tilspillet sig en rigtig kontrakt med amagerkanerne, men træningen foregik på deltid grundet hans arbejde som elektriker ved siden af fodbolden. Det blev derimod blot til to førsteholdskampe i hele efterårssæsonen 2006 for Gall, der blev fremhævet som en de laveste (177 cm høj) målmænd i dansk professionel fodbold på daværende tidspunkt.
Grundet manglende spilletid i efteråret 2006 og den nye status som reservekeeper foretog Theis Gall i vinterpausen 2006/07 et klubskifte til 2. divisionsklubben Greve Fodbold. Efter sin debut for Greve Fodbold i forbindelse med en udebanekamp den 1. april 2007 mod Hvidovre IF opnåede han at spille alle forårssæsonens tolv divisionskampe, mens Gall i sin anden halvsæson med klubben (i efteråret 2007) faldt ned som andetvalg på målmandsposten efter ankomsten af den nye målmand Thomas Nielsen og fik sidenhen kun spillet en enkelt pokalkamp. Som 23-årig blev Gall-keeperen imidlertid tvunget til at stoppe sin aktive spillerkarriere forud for forårssæsonen 2008 ovenpå en skulderskade, som han pådrog sig ved at slå sin ene skulder ud af led under et træningspas i slutningen af august 2007. Greve Fodbold ville gerne have beholdt ham, men Gall blev frarådet af lægerne at fortsætte med fodbolden efter operationen i skulderen, da hans skulder lignede "en 80-årigs".